# 孟婆
孟婆，在中华民間宗教神話中，是遺忘相關事宜的掌管者，也是居住地府的年長女神，也疑似是玉皇大公主，是奉玉旨前往地府駐守的公主。相傳，孟婆生于古代，她在世时，不回忆过去，也不想未来，一心一意劝人行善，她姓孟，不詳其名，人称“孟婆”，后来，孟婆入山修行，終於得道，因为当时世人有知前世因者，往往泄露天机，所以玉皇大帝特命孟婆为使亡者忘卻生前一切的神靈，并且下令为她造筑「醧忘台」。

## 簡述
相傳孟婆常駐在地府，她的工作是確保所有前往投胎的鬼魂，都不會記得自己的前世和地府中的一切，以避免人世間的愛恨糾葛。根據民間神話故事，孟婆會給他們喝俗稱孟婆湯的迷藥，服用者會立即完全地失去記憶，要過奈何橋離開地府，就必須喝一碗，確定洗去所有過去的記憶後，才可以抵達來世。
《阎王经》宣稱，鬼魂在被十殿閻王拷問、受刑后，由第一殿、第二殿依序解送，最后押至第十殿，交付给转轮王，第十殿掌管鬼魂投生，凡被送到这里来准备投生的鬼魂，都要到位於第十殿第六橋醧忘台下灌饮迷汤（孟婆湯），让鬼魂们忘却前生。

## 形象的變化
孟婆最初在宋朝時期被視為掌管氣風的神靈，在明朝中期，開始出現亡者要喝某種湯以使他們無法回到人間這一説法，在明朝末期，於隆慶三年，開始有説法聲稱孟婆是十殿閻王的助手，祂負責讓亡者喝迷魂湯以使他們在迷迷糊糊時吐露自己生前的所作所為，好讓閻羅王以此為依據，作出判決，其後於萬曆年間，開始有説法聲稱孟婆湯能夠被用來使亡者忘卻生前的一切。
在清朝初期， 於順治年間，釋家所創作的戲曲《歸元鏡》宣稱孟婆掌管孟婆湯相關事宜，於康熙年間，《歸元鏡》被數次重刊，導致民間宗教逐漸受到這一説法的影響，隨着 《歸元鏡》、《全像觀音出身南遊記傳》及《醋葫蘆》不斷被翻刻和《諧鐸》及《吳下諺解》被刊刻，孟婆是居住在黃泉國且掌管孟婆湯的神靈這一説法於乾隆年間被確立為不少民間宗教的神話的一部份。